# 川畑綾理
川畑 綾理（かわばた あやり、2002年6月17日 - ）は、日本の女優。神奈川県出身。プラチナムプロダクション所属。
愛称は『あやり』『あやりん』。

## 人物
趣味はショッピング、スケートボード、旅行。特技はダンス、サーフィン。
2021年3月31日、「Shibu3 project」ブルークラス卒業。今ならルージュブックのメンバーとしても活動をしている。

## 出演
- すてきに帯らいふ（TBS、2021年）